# Coupe des Alpes 1962
Navigation
Édition précédente Édition suivante
La Coupe des Alpes 1962 est la troisième édition de la Coupe des Alpes.
Cette édition met aux prises des équipes suisses,  italiennes et françaises. 
La troisième édition de la Coupe des Alpes a été gagnée par le Genoa.

## Participants
| Équipes italiennes | Équipes françaises | Équipes suisses |
| ------------------ | ------------------ | --------------- |
| Genoa              | Bordeaux           | Chiasso         |
| Alexandrie         | Valenciennes       | Sion            |
| Monza              | Grenoble           |                 |

## Tour préliminaire
| Équipe       | Équipe     | Aller | Retour |
| ------------ | ---------- | ----- | ------ |
| Genoa        | Bordeaux   | 3-1   | 1-2    |
| Chiasso      | Alexandrie | 0-1   | 0-2    |
| Valenciennes | Monza      | 2-3   | 6-2    |
| Grenoble     | Sion       | 5-1   | 5-3    |

## Demi-finales
| Équipe   | Équipe       | Score |
| -------- | ------------ | ----- |
| Grenoble | Alexandrie   | 1-0   |
| Genoa    | Valenciennes | 2-1   |

| 23 juin 1962 | Grenoble       | 1 - 0 | Alexandrie | Arena Civica, Milan                      |                                          |
| | Lewandowicz 8e | |            | Spectateurs : 500 Arbitrage : Francescon | Spectateurs : 500 Arbitrage : Francescon |
| Raymond Abad, Gérard Fossoud, Wladislaw Kowalski, Louis Desgranges, Joseph Donnard, René Dereuddre, Edmond Boulle, Roland Guillas, Henri Lewandowicz, Haneck (Hostache), Roger Novaro | Équipes        | Barluzzi, Sperati, Bassi, Verga, Taverna, Schiavoni, Vitali, De Angelis (Sala), Bonacchi, Fara, Bettini Sergio |            | Spectateurs : 500 Arbitrage : Francescon | Spectateurs : 500 Arbitrage : Francescon |

## Finale
| 29 juin 1962                                                                                   | Genoa     | 1 - 0 | Grenoble | Gênes                                                   |                                                         |
|                                                                                                | Natta 66e | |          | Spectateurs : 10 000 Arbitrage : Giuseppe Adami di Roma | Spectateurs : 10 000 Arbitrage : Giuseppe Adami di Roma |
| Da Pozzo, Melloni, Bruno, Baveni, Carlini, Rivara, Granella, Grizzenti, Galli, Natta, Frignani | Équipes   | Raymond Abad, Gérard Fossoud, Jean-Pierre Mourier, Louis Desgranges, Joseph Donnard, René Dereuddre, Edmond Boulle, Roland Guillas, Henri Lewandowicz, Roger Novaro, Petrus van Rhijn |          | Spectateurs : 10 000 Arbitrage : Giuseppe Adami di Roma | Spectateurs : 10 000 Arbitrage : Giuseppe Adami di Roma |